# بيقران الجبل
بَيْقَران الجبل نوعٌ من البيقران. تعلو هذه العشبة نحو 30 سم. ساقها ملساء زبَّاء. أوراقها خرقية التفريض. أزهارها بنفسجية متقوسة تطول من 3 إلى 4 سم. أسدِيَتُها خملية. إزهرارها يستمر من أيار إلى حزيران. موطنها أوراسيا.